# راشوو (شهرستان کامیننا گورا)
راشوو (به لهستانی:  Raszów) یک روستا در لهستان است که در گمینا کامیننا گورا واقع شده‌است.